# Френсіс Дрейк (акторка)
Френсіс Дін, за псевдонімом Дрейк (англ. Frances Drake; 22 жовтня 1912—18 січня 2000) — американська акторка кіно, що знімалася у 1930-х—40-х роках.

## Ранні роки
Френсіс Дін народилася 22 жовтня 1912 року у Нью-Йорку. Освіту здобула у Канаді та містечку Арунделл на півдні Англії. Працювати почала танцюристкою в нічних клубах. Після цього вчилася акторській грі на сцені («Невеличкий землетрус», 1933) та в другорядних британських фільмах («Зустрінь мою сестру», «Коштовність»).

## Кінокар'єра
Справжню кінокар'єру почала, прибувши до Голівуду і підписавши контракт зі студією «Paramount Pictures». Тоді ж з'явився псевдонім «Френсіс Дрейк», який запропонували їй через те, що прізвище Дін звучало надто схоже на іншу американську акторку Френсіс Ді.

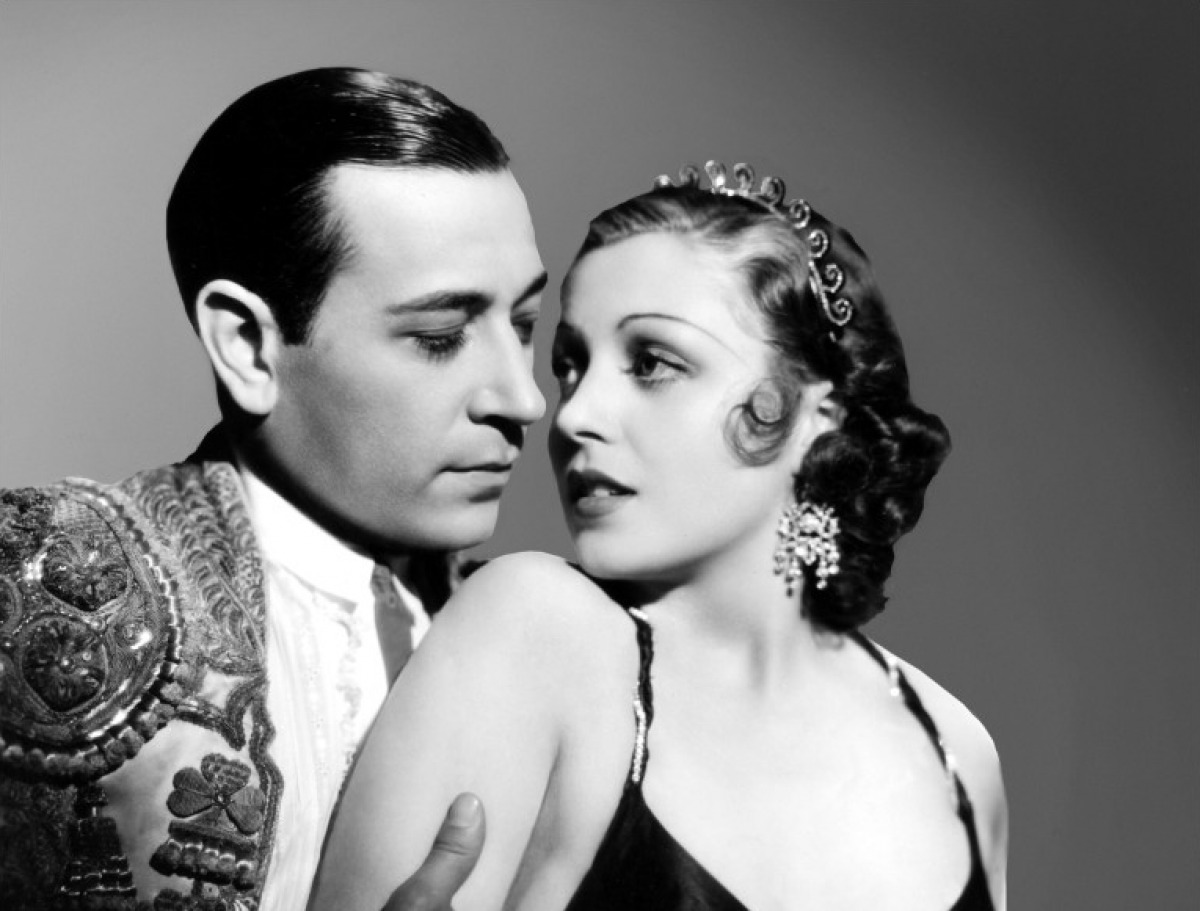
Із Джорджем Рафтом

1934 року Дрейк знялася у стрічці «Болеро» в ролі танцюристки Леони. Головні ролі виконували Керол Ломбард та Джордж Рафт. Останній став її напарником і в наступній картині — «Удар труби». На Дрейк відразу звалився шквал запрошень від режисерів. Часто їй доводилося грати небезпечних жінок, наприклад, у таких мелодрамах, як «Божевільне кохання» та «Невидимий промінь».
Аудиторії Френсіс Дрейк запам'яталася, передусім, роллю Епоніни в екранізації Річардом Болеславським французького романа «Знедолені».
У лютому 1939-го Дрейк одружилася і обмежила свій робочий час. Невдовзі після весілля вона взяла участь у зйомках фільму «Цей чудовий світ» із Клодет Кольбер та Джеймсом Стюартом у головних ролях. Після цього знялася лише у двох стрічках: «Я візьму цю жінку» (1940) В. С. Ван Дайка та «Справи Марти» (1942) Жуля Дассена.

## Особисте життя
12 лютого 1939 року Френсіс Дрейк побралася із англійським аристократом Сесілом Джоном Артуром Говардом, другим сином Генрі Говарда, 19-го графа Саффолка. Йому на той час виповнилося 30 років, їй — 26. Дітей у шлюбі не було. Зніматися Дрейк невдовзі припинила і повністю присвятила себе сімейному життю.
1985 року чоловік помер. 7 років потому Дрейк одружилася з Девідом Брауном, з яким прожила 8 років до своєї смерті у січні 2000-го. Померла Френсіс Дрейк у віці 87 років з природних причин. Похована на цвинтарі Голлівуд-Форевер на восьмій секції на східному березі озера.

## Вибрана фільмографія
- 1933 — Зустрінь мою сестру — Хелен Соурбі
- 1933 — Коштовність — Дженні Дей/Леді Джоан
- 1934 — Болеро — Леона
- 1934 — Удар труби — Чуліта
- 1934 — Дамам варто послухати — Енн Мірей
- 1934 — Забуваючи про всіх інших — Конні Барнз Тодд
- 1935 — Знедолені — Епоніна
- 1935 — Божевільне кохання — Івонн Орлак
- 1935 — Без каяття — Мона Ґулд
- 1936 — Невидимий промінь — Даян Рух
- 1936 — Я віддав би життя — Мері Ройберн
- 1937 — Таксі опівночі — Джильда Лі
- 1937 — Кохання під вогнем — Памела Бомон
- 1937 — Вона вийшла заміж за артиста — Саллі Денніс
- 1938 — Там завжди жінка — Анна Калун
- 1938 — Самотній вовк у Парижі — принцеса Таня
- 1939 — Цей чудовий світ — Вівіан Тарбл
- 1940 — Я візьму цю жінку — Лола Естермон
- 1942 — Справи Марти — Сильвія Норвуд

## Нагороди
- За внесок у розвиток кіноіндустрії Френсіс Дрейк отримала персональну зірку на Голлівудській алеї слави під номером 6821.